# Phaeoceros delicatus
Phaeoceros delicatus là một loài rêu trong họ Anthocerotaceae. Loài này được E.O. Campb. & Outred mô tả khoa học đầu tiên năm 1995.